# Bourbon River Bank
Bourbon River Bank – szósty album studyjny polskiej grupy muzycznej Corruption. Wydawnictwo ukazało się 9 marca 2010 roku nakładem wytwórni muzycznej Mystic Production.
W 2011 roku płyta uzyskała nominację do nagrody polskiego przemysłu fonograficznego Fryderyka w kategorii Album roku metal.

## Lista utworów
Opracowano na podstawie materiału źródłowego.
1. "Beelzeboss" - 02:24
2. "Hell Yeah!" - 03:27
3. "Magus" - 04:07
4. "Candy Lee" - 04:07
5. "Devileiro" - 05:32
6. "Engines" - 02:29
7. "Worlds Collide" - 05:19
8. "Another" - 03:08
9. "Addicts, Lovers And Bullshitters" - 03:33
10. "One Point Losers" - 02:26
11. "Pillow Man" - 04:59
12. "Morning Star Whiskey Bar" - 04:25
13. "Bourbon River Bank" - 04:42

## Twórcy
Opracowano na podstawie materiału źródłowego.
| - Rafał "Rufus" Trela – śpiew - Paweł "Erol" Niziołek – gitara - Arkadiusz "Opath" Gruszka – gitara - Piotr "Anioł" Wącisz – gitara basowa |  | - Grzegorz "Melon" Wilkowski – perkusja - Przemysław Wejmann – inżynieria dźwięku, miksowanie, produkcja muzyczna - Szymon Czech – mastering |